# Repertoire
Repertoire (anhörenⓘ) (lateinisch repertorium, auch Verzeichnis oder Fundstätte genannt) ist die Gesamtheit der Werke oder Darbietungen, die ein Künstler, eine Künstlergruppe, ein Theater oder eine andere Institution zeitnah aufführen kann. In einem Theater enthält der Spielplan auch Aufführungen aus dem Repertoire.

## Beschreibung
Musiker und andere darstellende Künstler verfügen oft über ein umfangreiches Repertoire, besonders wenn neue Stücke nicht aufwändig eingeübt, sondern mitunter nach einmaligem Wahrnehmen oder mit Hilfe der Noten oder einer anderen Vorlage interpretiert werden sollen. Begrenzt wird das Repertoire vor allem durch die verfügbare Zeit zum Einstudieren neuer Stücke und den Zeitaufwand, den die einzelnen Stücke oder Nummern verlangen. Der Zeitaufwand ergibt sich aus den Anforderungen an die Vervollkommnung der Darbietung, aber auch dem Schwierigkeitsgrad der Stücke selbst und mitunter auch der Gefährlichkeit der Darbietung, beispielsweise im Zirkus. Das Repertoire eines Theaters oder Opernhauses ist eng begrenzt, da hier eine Vielzahl an Künstlern vor und hinter der Bühne mit Technik und Logistik zusammenspielen muss, was zuvor in Form einer Inszenierung erarbeitet werden muss und oft auch einen hohen finanziellen Aufwand erfordert (siehe Repertoiresystem). Auch Einzelkünstler zählen Stücke, die sie zeigen oder zu Gehör bringen könnten, dennoch nicht zu ihrem Repertoire, wenn die Darbietung nicht die eigenen Ansprüche oder die des Publikums erfüllen würde. Das Repertoire umfasst meist nur die Stücke oder Nummern, die aktuell zur Darbietung im jeweils üblichen Rahmen zur Auswahl stehen.

### Übertragener Sinn
Im abstrahierten Sinne umfasst ein Repertoire alle Methoden, Kenntnisse oder Fähigkeiten, die einer Person oder Institution in einem bestimmten Kontext zur Verfügung stehen, oder auch die verfügbaren Handlungsmöglichkeiten.